# Henryk Makowski
Henryk Makowski (* 15. November 1910 in Kremenez; † 30. Januar 1997 in Warschau) war ein polnischer Paläontologe und Geologe.

## Leben
Henryk Makowski studierte nach dem Abitur in Kremenez ab 1934 an der Universität Vilnius Zoologie und Anatomie und an der Universität Lemberg Geologie und Paläontologie mit der Promotion 1939 bei Jana Samsonowicza über fossile Seeigel aus dem Turonium. Danach war er dort Assistent und nach sowjetischer Besetzung als Geologe in der Erforschung von Kohlevorkommen am Bug in der Sowjetunion. 1943/44 arbeitete er am Polnischen Geologischen Institut, damals unter deutscher Besatzung im Ableger des Reichsamts für Bodenforschung in Lemberg und Warschau als Geologe. Nach dem Krieg war er kurz an der Universität Lublin (1944) und ab 1945 an der Universität Warschau als Oberassistent von Jana Samsonowicza in der geologischen Fakultät und 1947 bis 1951 als Assistenzprofessor. 1954 wurde er über die kreidezeitliche (Callovium) Fauna von Łuków bei Jana Samsonowicza und Romana Kozłowskiego promoviert. Der Fossilfundstätte von Lukow blieb er auch später verbunden. Danach war er außerordentlicher und 1967 ordentlicher Professor an der Universität Warschau.  1956 bis 1958 war er Dekan der Fakultät für Geologie und 1959 bis 1980 leitete er die Abteilung Historische Geologie.
1962 veröffentlichte er die Entdeckung des Sexualdimorphismus von Ammoniten. Unabhängig von ihm geschah dies 1963 durch John Callomon.  Das Thema war auch Gegenstand seiner letzten Veröffentlichung 1991 (Sexualdimorphismus bei Tornoceras). 1977 war er Herausgeber eines polnischen Lehrbuchs der Historischen Geologie. 1963 nahm er an der ersten polnisch-mongolischen paläontologischen Expedition in die Wüste Gobi teil.
1959 erhielt er das Ritterkreuz des Ordens Polonia Restituta und 1971 das goldene Verdienstkreuz. 1976 bis 1981 war er Herausgeber der Acta Geologica Polonica.